# 學校學生防疫注射法令
《學校學生防疫注射法令》（英語：Immunization of School Pupils Act，縮寫）是加拿大安大略省的一項法令，旨在要求18歲以下的兒童和青少年接種某些疫苗，否則不能就讀小學及中學，除非提供有效的豁免，包括醫學、宗教及良心豁免。該法令適用於私立學校及公立學校。該法令於1990年通過，最後一次修訂於2017年。
《學校學生防疫注射法令》要求接種以下疾病的疫苗：
- 白喉
- 破傷風
- 脊髓灰質炎（小兒麻痺）
- 麻疹
- 流行性腮腺炎
- 風疹（德國麻疹）
- 腦膜炎雙球菌病
- 百日咳
- 水痘（2010年或之後出生的兒童）[6]

2021年10月28日，安大略省首席醫療官穆爾（Kieran Moore）表示，安大略省目前不會將2019冠状病毒病疫苗要求納入《學校學生防疫注射法令》。

## 司法覆核
2019年10月，反強制疫苗接種組織「加拿大疫苗選擇」（Vaccine Choice Canada）在多倫多舉行集會，聲援該組織聯同五名家長發起的針對《學校學生防疫注射法令》的訴訟。雖然法律專家認為司法覆核不太可能成功，但時任安大略省醫學會會長甘地（Sohail Gandhi）表示「擔心該組織知名度的提高會令公眾接收到更多有關疫苗的虛假資訊」。